# باشگاه ورزشی ساحلی دانکرک
باشگاه ورزشی ساحلی دانکرک (انگلیسی: USL Dunkerque) یک باشگاه فوتبال مستقر در دانکرک، فرانسه است که در حال حاضر در لیگ ۲، دومین سطح لیگ فوتبال در این کشور به فعالیت می‌پردازد.

## تاریخچه
این باشگاه در سال ۱۹۰۹ تأسیس شد و هرگز در لیگی بالاتر از لیگ ۲ بازی نکرده‌است. آنها یک بار به نیمه نهایی جام حذفی فوتبال فرانسه در سال ۱۹۲۹ و چهار بار به یک چهارم نهایی در سال‌های ۱۹۳۰، ۱۹۳۷، ۱۹۶۸ و ۱۹۷۱ رسیدند.
این باشگاه در سال ۲۰۲۰ به لیگ ۲ صعود کرد، زمانی که فصل لیگ ملی فرانسه به دلیل دنیاگیری کووید-۱۹ پیش از موعد به پایان رسید؛ دانکرک در آن زمان در جدول دوم بود و توسط کمیته اجرایی فدراسیون فوتبال فرانسه صعود کرد. این باشگاه در پایان فصل ۲۰۲۱–۲۲ لیگ ۲ پس از دو فصل حضور در این سطح، به لیگ ملی فرانسه سقوط کرد. در ۲۶ مه ۲۰۲۳، این باشگاه با نتیجه ۲–۳ لمانز اف سی را در ام‌ام آره‌نا شکست داد. این امر جایگاه دوم جدول را تضمین کرد و پس از یک سال غیبت، صعود به لیگ ۲ برای فصل ۲۰۲۳–۲۴ قطعی شد.